# Vòng loại giải bóng đá vô địch U17 quốc gia 2017
Vòng loại giải bóng đá vô địch U17 quốc gia 2017 (Tên gọi chính thức là: Giải bóng đá vô địch U17 Quốc gia - Cúp Thái Sơn Nam 2017 là vòng đấu loại của Giải bóng đá vô địch U17 quốc gia 2017 do VFF tổ chức lần thứ 14, với nhà tài trợ chính đó là Công ty TNHH Thương mại Thái Sơn Nam. Đây là lần thứ 7 liên tiếp Thái Sơn Nam tài trợ cho giải đấu này.

## Thông tin giải đấu
23 đội bóng đủ tiêu chuẩn tham dự vòng loại, Ban tổ chức giải chia thành bốn bảng dựa theo khu vực địa lý như sau:
- Bảng A: do Đoàn bóng đá Huế đăng cai tổ chức, gồm 6 Đội: Thừa Thiên Huế, Hà Nội, Công An Nhân Dân, Viettel, Quảng Ninh, Hải Phòng.
- Bảng B: do Công ty cổ phần Sông Lam Nghệ An đăng cai tổ chức, gồm 6 Đội: SHB Đà Nẵng, Nam Định, Thanh Hóa, Sông Lam Nghệ An, Hà Tĩnh, Bình Định.
- Bảng C: do Công ty cổ phần thể thao Hoàng Anh Gia Lai đăng cai tổ chức, gồm 6 Đội: Hoàng Anh Gia Lai, Khánh Hoà, Đăk Lăk, Đồng Nai, Bình Phước, Tây Ninh.
- Bảng D: do Quỹ đầu tư và phát triển tài năng bóng đá Việt Nam (PVF) đăng cai tổ chức, gồm 6 Đội: PVF, Long An, Tiền Giang, Vĩnh Long, Đồng Tháp, Cần Thơ.

### Phương thức thi đấu
- Vòng loại:

Các Đội thi đấu vòng tròn hai lượt tính điểm xếp hạng tại mỗi bảng. Chọn 4 Đội xếp thứ Nhất, 4 Đội xếp thứ Nhì và 3 Đội xếp thứ Ba có điểm và các chỉ số cao hơn ở bốn bảng vào vòng chung kết.

## Bảng A

### Kết quả chi tiết

#### Vòng 1
| U17 Than Quảng Ninh                               | 2–3      | U17 Công An Nhân Dân                                                                 |
| ------------------------------------------------- | -------- | ------------------------------------------------------------------------------------ |
| Nguyễn Hải Long (11) 50' · Hoàng Tuấn Anh (7) 88' | Chi tiết | Bùi Anh Đức (12) 67' · Khổng Minh Gia Bảo (26) 68' · Dương Minh Sỹ (19) 73' (ph.l.n) |

| U17 Huế | 0–1      | U17 Viettel                        |
| ------- | -------- | ---------------------------------- |
|         | Chi tiết | Phan Lê Duy Thanh (4) 76' (ph.l.n) |

| U17 Hà Nội                                  | 2–1      | U17 Than Quảng Ninh   |
| ------------------------------------------- | -------- | --------------------- |
| Lê Hải Đức (6) 10' · Bùi Long Nhật (21) 67' | Chi tiết | Đỗ Hoài Linh (16) 39' |

#### Vòng 2
| U17 Hải Phòng         | 1–1      | U17 Than Quảng Ninh      |
| --------------------- | -------- | ------------------------ |
| Vũ Hoàng Đắc (10) 16' | Chi tiết | Hoàng Tiến Dũng (17) 75' |

| U17 Công An Nhân Dân                                                                                       | 3–1      | U17 Huế             |
| --- | -------- | ------------------- |
| La Nguyễn Bảo Trung (24) 34' · Nguyễn Văn Trọng (11) 59' (ph.l.n) · Trần Hữu Quốc Trường (19) 88' (ph.l.n) | Chi tiết | Trần Văn Bun (9) 6' |

| U17 Viettel             | 1–1      | U17 Hà Nội          |
| ----------------------- | -------- | ------------------- |
| Nhâm Mạnh Dũng (17) 67' | Chi tiết | Vũ Đình Hai (8) 35' |

#### Vòng 3
| U17 Công An Nhân Dân                                                          | 3–0      | U17 Hải Phòng |
| ----------------------------------------------------------------------------- | -------- | ------------- |
| Hà Văn Phượng (11) 21' · Bùi Xuân Thịnh (9) 25' · Khổng Minh Gia Bảo (26) 43' | Chi tiết |               |

| U17 Than Quảng Ninh | 0–2      | U17 Viettel                                     |
| ------------------- | -------- | ----------------------------------------------- |
|                     | Chi tiết | Bùi Ngọc Long (36) 7' · Nhâm Mạnh Dũng (17) 75' |

| U17 Hà Nội                | 1–1      | U17 Huế                         |
| ------------------------- | -------- | ------------------------------- |
| Nguyễn Duy Khiêm (23) 36' | Chi tiết | Qua Văn Chuẩn (13) 83' (ph.l.n) |

#### Vòng 4
| U17 Huế                                       | 2–0      | U17 Hải Phòng |
| --------------------------------------------- | -------- | ------------- |
| Huỳnh Thế Hiếu (8) 30' · Trần Văn Bun (9) 83' | Chi tiết |               |

| U17 Hà Nội                                                      | 4–1      | U17 Than Quảng Ninh |
| --------------------------------------------------------------- | -------- | ------------------- |
| Long Nhật (21) 31', 41' · Ngọc Hà (10) 53' · Duy Khiêm (23) 66' | Chi tiết | Hải Long (11) 45'   |

| U17 Viettel | 5–0      | U17 Công An Nhân Dân |
| --- | -------- | -------------------- |
| Nhâm Mạnh Dũng (17) 12' · Trần Danh Trung (9) 33' · Lê Xuân Chung (11) 51' · Phạm Xuân Tạo (34) 81' · Trần Huy Hoàng (5) 87' | Chi tiết |                      |

#### Vòng 5
| U17 Công An Nhân Dân       | 1–5      | U17 Hà Nội                                                                        |
| -------------------------- | -------- | --------------------------------------------------------------------------------- |
| Nguyễn Hữu Thực (15) 45+3' | Chi tiết | Trần Văn Đạt (9) 3', 61' · Nguyễn Duy Khiêm (23) 40', 67' · Mách Ngọc Hà (10) 90' |

| U17 Hải Phòng              | 1–4      | U17 Viettel                                                               |
| -------------------------- | -------- | ------------------------------------------------------------------------- |
| Nguyễn Kiên Trung (18) 26' | Chi tiết | Bùi Anh Đức (23) 39' · Võ Thế Tuấn (7) 53' · Trần Danh Trung (9) 58', 61' |

| U17 Huế                                                                                         | 4–2      | U17 Than Quảng Ninh                                |
| ----------------------------------------------------------------------------------------------- | -------- | -------------------------------------------------- |
| Huỳnh Thế Hiếu (8) 20', 45' · Hoàng Tiến Dũng (17) 39' (ph.l.n) · Trần Hữu Quốc Trường (19) 84' | Chi tiết | Ngyễn Hải Long (11) 53' · Hoàng Tiến Dũng (17) 55' |

#### Vòng 6
| U17 Công An Nhân Dân                            | 2–1      | U17 Than Quảng Ninh   |
| ----------------------------------------------- | -------- | --------------------- |
| Đỗ Ngọc Trọng (11) 74' · Bùi Anh Thống (10) 87' | Chi tiết | Hoàng Thế Tài (8) 15' |

| U17 Viettel                                        | 2–1      | U17 Huế             |
| -------------------------------------------------- | -------- | ------------------- |
| Nguyễn Xuân Kiên (4) 66' · Trần Danh Trung (9) 89' | Chi tiết | Võ Bá Quốc (16) 16' |

| U17 Hải Phòng | 0–2      | U17 Hà Nội                                     |
| ------------- | -------- | ---------------------------------------------- |
|               | Chi tiết | Lê Đức Hải (6) 10' · Nguyễn Duy Khiêm (23) 70' |

#### Vòng 7
| U17 Than Quảng Ninh                                                             | 4–1      | U17 Hải Phòng        |
| ------------------------------------------------------------------------------- | -------- | -------------------- |
| Hoàng Thế Tài (8) 13' · Nguyễn Hải Long (11) 21', 81' · Nguyễn Văn Sơn (10) 83' | Chi tiết | Vũ Hoàng Đắc (10) 7' |

| U17 Huế | 0–1      | U17 Công An Nhân Dân   |
| ------- | -------- | ---------------------- |
|         | Chi tiết | Bùi Anh Thống (10) 28' |

| U17 Hà Nội                | 1–1      | U17 Viettel            |
| ------------------------- | -------- | ---------------------- |
| Nguyễn Duy Khiêm (23) 26' | Chi tiết | Bùi Ngọc Long (36) 58' |

#### Vòng 8
| U17 Hải Phòng        | 1–2      | U17 Công An Nhân Dân                                |
| -------------------- | -------- | --------------------------------------------------- |
| Phạm Văn Kỷ (11) 10' | Chi tiết | Giáp Tuấn Dương (2) 14' · Nguyễn Chính Đăng (7) 70' |

| U17 Viettel                                                                  | 4–2      | U17 Than Quảng Ninh          |
| ---------------------------------------------------------------------------- | -------- | ---------------------------- |
| Phạm Tuấn Tài (8) 23' · Bùi Anh Đức (23) 43' · Nguyễn Kim Nhật (22) 65', 67' | Chi tiết | Nguyễn Hải Long (11) 6', 69' |

| U17 Huế | 0–3      | U17 Hà Nội                                                                |
| ------- | -------- | ------------------------------------------------------------------------- |
|         | Chi tiết | Ngô Kim Long (2) 15' · Nguyễn Đức Trường (24) 47' · Mạch Ngọc Hà (10) 80' |

#### Vòng 9
| U17 Hải Phòng | 0–6      | U17 Huế |
| ------------- | -------- | --- |
|               | Chi tiết | Nguyễn Trọng Hiếu (6) 6' (ph.l.n) · Nguyễn Văn Trọng (11) 20' · Phạm Ngọc Thọ (10) 22', 35' · Ngô Hoàng Quân (17) 70' · Trần Văn Bun (9) 76' |

| U17 Than Quảng Ninh                                | 2–4      | U17 Hà Nội                                                                                              |
| -------------------------------------------------- | -------- | --- |
| Nguyễn Hải Long (11) 16' · Nguyễn Văn Sơn (10) 75' | Chi tiết | Nguyễn Văn Sơn (15) 39' · Mạch Ngọc Hà (10) 60' · Nguyễn Duy Khiêm (23) 68' · Trần Văn Đạt (9) 70', 75' |

| U17 Công An Nhân Dân | 0–4      | U17 Viettel                                                |
| -------------------- | -------- | ---------------------------------------------------------- |
|                      | Chi tiết | Nhâm Mạnh Dũng (17) 8' · Trần Danh Trung (9) 65', 81', 84' |

#### Vòng 10
| U17 Hà Nội                                      | 3–2      | U17 Công An Nhân Dân                          |
| ----------------------------------------------- | -------- | --------------------------------------------- |
| Mạch Ngọc Hà (10) 24', 63' · Lê Hải Đức (6) 36' | Chi tiết | Ngô Văn Dũng (6) 65' · Bùi Anh Thắng (10) 86' |

| U17 Viettel                                                                         | 5–0      | U17 Hải Phòng |
| ----------------------------------------------------------------------------------- | -------- | ------------- |
| Bùi Ngọc Long (36) 40', 42' · Nguyễn Hữu Thắng (10) 77', 81' · Bùi Anh Đức (23) 85' | Chi tiết |               |

| U17 Than Quảng Ninh    | 1–6      | U17 Huế |
| ---------------------- | -------- | --- |
| Hoàng Tuấn Anh (7) 76' | Chi tiết | Trương Đăng Nhân (7) 17' · Huỳnh Thế Hiếu (8) 47' · Nguyễn Hữu Vũ (24) 57' · Phạm Ngọc Thọ (10) 95' · Trần Văn Học (15) 86' |

### Bảng xếp hạng bảng A
| VT | Đội              | ST | T | H | B | BT | BB | HS  | Đ  | Giành quyền tham dự hoặc xuống hạng |
| -- | ---------------- | -- | - | - | - | -- | -- | --- | -- | ----------------------------------- |
| 1  | Viettel          | 10 | 8 | 2 | 0 | 29 | 6  | +23 | 26 | Tham dự vòng chung kết              |
| 2  | Hà Nội           | 10 | 7 | 3 | 0 | 27 | 10 | +17 | 24 | Tham dự vòng chung kết              |
| 3  | Công an Nhân dân | 10 | 6 | 0 | 4 | 17 | 22 | −5  | 18 | Xét tuyển vào vòng chung kết        |
| 4  | Huế              | 10 | 4 | 1 | 5 | 21 | 14 | +7  | 13 |                                     |
| 5  | Than Quảng Ninh  | 10 | 1 | 1 | 8 | 16 | 32 | −16 | 4  |                                     |
| 6  | Hải Phòng        | 10 | 0 | 1 | 9 | 5  | 31 | −26 | 1  |                                     |

1. ↑  Xếp vào hạt giống của vòng chung kết
2. ↑  Xếp vào hạt giống thứ hai của vòng chung kết

## Bảng B

### Kết quả chi tiết

#### Vòng 1
| U17 Nam Định | 0–2      | U17 SHB Đà Nẵng                                    |
| ------------ | -------- | -------------------------------------------------- |
|              | Chi tiết | Đỗ Hữu Minh Quang (17) 6' · Trương Võ Lộc (20) 65' |

| U17 Sông Lam Nghệ An   | 1–1      | U17 Hà Tĩnh                  |
| ---------------------- | -------- | ---------------------------- |
| Đặng Quang Tú (21) 75' | Chi tiết | Nguyễn Minh Quang (10) 90+1' |

#### Vòng 2
| U17 SHB Đà Nẵng                                | 2–1      | U17 Sông Lam Nghệ An  |
| ---------------------------------------------- | -------- | --------------------- |
| Lê Văn Hưng (4) 29' · Phan Văn Chương (11) 45' | Chi tiết | Hồ Khắc Lương (15) 8' |

| U17 FLC Thanh Hóa | 3–0      | U17 Nam Định |
| ----------------- | -------- | ------------ |
| ·                 | Chi tiết |              |

#### Vòng 3
| U17 Nam Định               | 1–2      | U17 Hà Tĩnh                 |
| -------------------------- | -------- | --------------------------- |
| Đoàn Thanh Trường (14) 30' | Chi tiết | Lê Tiến Thành (27) 26', 84' |

| U17 SHB Đà Nẵng            | 1–0      | U17 FLC Thanh Hóa |
| -------------------------- | -------- | ----------------- |
| Đỗ Hữu Minh Quang (17) 29' | Chi tiết |                   |

#### Vòng 4
| U17 FLC Thanh Hóa | 0–0      | U17 Sông Lam Nghệ An |
| ----------------- | -------- | -------------------- |
|                   | Chi tiết |                      |

| U17 Hà Tĩnh | 0–0      | U17 SHB Đà Nẵng |
| ----------- | -------- | --------------- |
|             | Chi tiết |                 |

#### Vòng 5
| U17 Hà Tĩnh | 0–4      | U17 FLC Thanh Hóa                                                                              |
| ----------- | -------- | ---------------------------------------------------------------------------------------------- |
|             | Chi tiết | Nguyễn Văn Vinh (10) 44' · Lê Ngọc Trung (8) 53' · Đỗ Văn Đạt (11) 79' · Lê Thanh Tuấn (9) 88' |

| U17 Sông Lam Nghệ An                                                                                     | 5–2      | U17 Nam Định                                       |
| --- | -------- | -------------------------------------------------- |
| Thái Bảo Trung (11) 21' · Nguyễn Văn Hiến (5) 59', 87' · Vương Văn Huy (6) 66' · Trần Công Thuận (8) 80' | Chi tiết | Nguyễn Đình Sơn (19) 40' · Đoàn Thế Chiến (10) 90' |

#### Vòng 6
| U17 SHB Đà Nẵng | 0–0      | U17 Nam Định |
| --------------- | -------- | ------------ |
|                 | Chi tiết |              |

| U17 Hà Tĩnh            | 1–1      | U17 Sông Lam Nghệ An     |
| ---------------------- | -------- | ------------------------ |
| Lê Tiến Thành (27) 22' | Chi tiết | Bạch Tiến Cường (17) 15' |

#### Vòng 7
| U17 Sông Lam Nghệ An | 0–0      | U17 SHB Đà Nẵng |
| -------------------- | -------- | --------------- |
|                      | Chi tiết |                 |

| U17 Nam Định            | 1–1      | U17 FLC Thanh Hóa    |
| ----------------------- | -------- | -------------------- |
| Nguyễn Anh Sơn (19) 86' | Chi tiết | Tạ Quang Huy (6) 44' |

#### Vòng 8
| U17 Hà Tĩnh             | 1–0      | U17 Nam Định |
| ----------------------- | -------- | ------------ |
| Phạm Hồng Quân (17) 69' | Chi tiết |              |

| U17 FLC Thanh Hóa         | 1–0      | U17 SHB Đà Nẵng |
| ------------------------- | -------- | --------------- |
| Nguyễn Hùng Mạnh (14) 41' | Chi tiết |                 |

#### Vòng 9
| U17 Sông Lam Nghệ An   | 1–1      | U17 FLC Thanh Hóa    |
| ---------------------- | -------- | -------------------- |
| Thái Minh Hiếu (7) 28' | Chi tiết | Lê Ngọc Trọng (8) 2' |

| U17 SHB Đà Nẵng        | 1–2      | U17 Hà Tĩnh                                          |
| ---------------------- | -------- | ---------------------------------------------------- |
| Văn Ngọc Hiền (24) 69' | Chi tiết | Lê Tiến Thành (27) 8' · Nguyễn Minh Quang (10) 90+4' |

#### Vòng 10
| U17 FLC Thanh Hóa         | 1–1      | U17 Hà Tĩnh       |
| ------------------------- | -------- | ----------------- |
| Nguyễn Hùng Mạnh (14) 10' | Chi tiết | Văn Hiếu (23) 73' |

| U17 Nam Định            | 1–3      | U17 Sông Lam Nghệ An                                                        |
| ----------------------- | -------- | --------------------------------------------------------------------------- |
| Nguyễn Tuấn Em (21) 19' | Chi tiết | Nguyễn Văn Hiến (5) 40' · Nguyễn Tú Huy (10) 45+2' · Trần Quốc Thành (9) 8' |

### Bảng xếp hạng bảng B
| VT | Đội              | ST | T | H | B | BT | BB | HS  | Đ  | Giành quyền tham dự hoặc xuống hạng |
| -- | ---------------- | -- | - | - | - | -- | -- | --- | -- | ----------------------------------- |
| 1  | FLC Thanh Hóa    | 8  | 3 | 4 | 1 | 11 | 4  | +7  | 13 | Tham dự vòng chung kết              |
| 2  | Hà Tĩnh          | 8  | 3 | 4 | 1 | 8  | 9  | −1  | 13 | Tham dự vòng chung kết              |
| 3  | SHB Đà Nẵng      | 8  | 3 | 4 | 1 | 11 | 4  | +7  | 13 | Xét tuyển vào vòng chung kết        |
| 4  | Sông Lam Nghệ An | 8  | 2 | 5 | 1 | 12 | 8  | +4  | 11 |                                     |
| 5  | Nam Định         | 8  | 0 | 2 | 6 | 5  | 17 | −12 | 2  |                                     |

1. ↑  Xếp vào hạt giống của vòng chung kết
2. ↑  Xếp vào hạt giống thứ hai của vòng chung kết

## Bảng C

### Kết quả chi tiết

#### Vòng 1
| U17 Khánh Hòa               | 1–2      | U17 Đắk Lắk              |
| --------------------------- | -------- | ------------------------ |
| Dương Đoàn Công Hậu (7) 37' | Chi tiết | Vũ Minh Đức (7) 56', 72' |

| U17 Đồng Nai                         | 2–1      | U17 Lâm Đồng               |
| ------------------------------------ | -------- | -------------------------- |
| Nguyễn Trần Việt Cường (10) 24', 25' | Chi tiết | Nguyễn Đăng Quang (21) 75' |

| U17 Hoàng Anh Gia Lai                                       | 4–1      | U17 Bình Định        |
| ----------------------------------------------------------- | -------- | -------------------- |
| Hồ Minh Quyền (17) 26' · Trần Bảo Toàn (20) 42', 76', 90+1' | Chi tiết | Đào Gia Bảo (19) 19' |

#### Vòng 2
| U17 Lâm Đồng                 | 1–2      | U17 Khánh Hòa                                    |
| ---------------------------- | -------- | ------------------------------------------------ |
| Nguyễn Phúc Gia Huy (10) 74' | Chi tiết | Lê Minh Thọ (9) 8' · Dương Đoàn Công Hậu (7) 22' |

| U17 Đắk Lắk           | 2–1      | U17 Hoàng Anh Gia Lai                                      |
| --------------------- | -------- | ---------------------------------------------------------- |
| Vũ Minh Đức (7) 90+3' | Chi tiết | Trần Bảo Toàn (20) 28' · Phạm Văn Trường (12) 54' (ph.l.n) |

| U17 Bình Định                                                                     | 4–2      | U17 Đồng Nai                                             |
| --------------------------------------------------------------------------------- | -------- | -------------------------------------------------------- |
| Nguyễn Thành Đạt (22) 39' · Võ Văn Toàn (16) 41' · Nguyễn Hoàng Nam (20) 50', 70' | Chi tiết | Nguyễn Trần Việt Cường (10) 6' · Dương Gia Linh (17) 61' |

#### Vòng 3
| U17 Đắk Lắk                                                       | 3–0      | U17 Lâm Đồng |
| ----------------------------------------------------------------- | -------- | ------------ |
| Lê Quang Huy (10) 16' · Hà Anh Sơn (11) 36' · Vũ Minh Đức (7) 83' | Chi tiết |              |

| U17 Khánh Hòa       | 1–0      | U17 Bình Định |
| ------------------- | -------- | ------------- |
| Lê Minh Thọ (9) 55' | Chi tiết |               |

| U17 Đồng Nai                    | 1–1      | U17 Hoàng Anh Gia Lai                |
| ------------------------------- | -------- | ------------------------------------ |
| Nguyễn Trần Việt Cường (10) 86' | Chi tiết | Võ Hoàng Minh Nhật (11) 15' (ph.l.n) |

#### Vòng 4
| U17 Đồng Nai | 0–3      | U17 Khánh Hòa                                          |
| ------------ | -------- | ------------------------------------------------------ |
|              | Chi tiết | Lê Minh Thọ (9) 19', 85' · Dương Đoàn Công Hậu (7) 83' |

| U17 Hoàng Anh Gia Lai                                                        | 5–0      | U17 Lâm Đồng |
| ---------------------------------------------------------------------------- | -------- | ------------ |
| Nguyễn Nhĩ Khang (12) 6', 16', 26', 45+2' · Nguyễn Hoàng Trần Nguyên (9) 30' | Chi tiết |              |

| U17 Bình Định | 0–1      | U17 Đắk Lắk         |
| ------------- | -------- | ------------------- |
|               | Chi tiết | Hà Văn Sơn (11) 70' |

#### Vòng 5
| U17 Đắk Lắk                               | 2–1      | U17 Đồng Nai                    |
| ----------------------------------------- | -------- | ------------------------------- |
| Vũ Minh Đức (7) 21' · Hà Anh Sơn (11) 48' | Chi tiết | Nguyễn Trần Việt Cường (10) 74' |

| U17 Lâm Đồng                | 1–5      | U17 Bình Định                                                                                                 |
| --------------------------- | -------- | --- |
| Ngô Đức Anh Khoa (12) 90+2' | Chi tiết | Nguyễn Đức Hữu (10) 22', 89' · Đinh Trường Đệ (14) 43' · Nguyễn Duy Nam (8) 79' · Nguyễn Hoàng Nam (20) 90+1' |

| U17 Hoàng Anh Gia Lai  | 1–1      | U17 Khánh Hòa       |
| ---------------------- | -------- | ------------------- |
| Trần Bảo Toàn (20) 42' | Chi tiết | Lê Minh Thọ (9) 23' |

#### Vòng 6
| U17 Đắk Lắk         | 1–1      | U17 Khánh Hòa          |
| ------------------- | -------- | ---------------------- |
| Vũ Minh Đức (7) 90' | Chi tiết | Đỗ Trường Trân (5) 15' |

| U17 Lâm Đồng | 0–2      | U17 Đồng Nai                                                  |
| ------------ | -------- | ------------------------------------------------------------- |
|              | Chi tiết | Võ Hoàng Minh Nhật (11) 35' · Nguyễn Trần Việt Cường (10) 49' |

| U17 Bình Định | 0–2      | U17 Hoàng Anh Gia Lai                                       |
| ------------- | -------- | ----------------------------------------------------------- |
|               | Chi tiết | Nguyễn Thế Vinh (1) 11' (ph.l.n) · Dương Quang Nho (15) 45' |

#### Vòng 7
| U17 Khánh Hòa                                           | 4–0      | U17 Lâm Đồng |
| ------------------------------------------------------- | -------- | ------------ |
| Nguyễn Minh Lợi (2) 21', 33' · Lê Minh Thọ (9) 48', 69' | Chi tiết |              |

| U17 Hoàng Anh Gia Lai                            | 2–1      | U17 Đắk Lắk         |
| ------------------------------------------------ | -------- | ------------------- |
| Dụng Quang Nho (15) 10' · Trần Bảo Toàn (20) 12' | Chi tiết | Hà Anh Sơn (11) 65' |

| U17 Đồng Nai                         | 2–2      | U17 Bình Định                                      |
| ------------------------------------ | -------- | -------------------------------------------------- |
| Nguyễn Trần Việt Cường (10) 62', 72' | Chi tiết | Nguyễn Duy Nam (8) 48' · Nguyễn Hoàng Nam (20) 87' |

#### Vòng 8
| U17 Lâm Đồng | 0–3      | U17 Đắk Lắk                                                        |
| ------------ | -------- | ------------------------------------------------------------------ |
|              | Chi tiết | Cao Xuân Cường (26) 6' · Hà Anh Sơn (11) 10' · Lê Anh Đức (15) 88' |

| U17 Bình Định | 0–1      | U17 Khánh Hòa               |
| ------------- | -------- | --------------------------- |
|               | Chi tiết | Dương Đoàn Công Hậu (7) 72' |

| U17 Hoàng Anh Gia Lai   | 1–1      | U17 Đồng Nai                |
| ----------------------- | -------- | --------------------------- |
| Dung Quang Nho (15) 89' | Chi tiết | Võ Hoàng Minh Nhật (11) 23' |

#### Vòng 9
| U17 Khánh Hòa                                                            | 3–0      | U17 Đồng Nai |
| ------------------------------------------------------------------------ | -------- | ------------ |
| Lê Minh Thọ (9) 51' · Dương Đoàn Công Hậu (7) 68' · Võ Anh Tiến (17) 87' | Chi tiết |              |

| U17 Lâm Đồng | 0–4      | U17 Hoàng Anh Gia Lai                                                                                          |
| ------------ | -------- | --- |
|              | Chi tiết | Đỗ Thành Nam (7) 11' (ph.l.n) · Hồ Minh Quyền (17) 24' · Nguyễn Thanh Nhân (27) 76' · Nguyễn Văn Văn (7) 90+3' |

| U17 Đắk Lắk                                  | 2–2      | U17 Bình Định                                       |
| -------------------------------------------- | -------- | --------------------------------------------------- |
| Lê Minh Vương (13) 35' · Vũ Minh Đức (7) 45' | Chi tiết | Đỗ Xuân Thi (2) 29' (ph.l.n) · Đào Gia Bảo (19) 75' |

#### Vòng 10
| U17 Đồng Nai                                        | 2–2      | U17 Đắk Lắk                |
| --------------------------------------------------- | -------- | -------------------------- |
| Nguyễn Văn Vinh (16) 27' · Khưu Thượng Phúc (9) 36' | Chi tiết | Vũ Minh Đức (7) 72', 90+2' |

| U17 Bình Định                                                                                   | 4–0      | U17 Lâm Đồng |
| ----------------------------------------------------------------------------------------------- | -------- | ------------ |
| Nguyễn Hồng Nam (20) 13' · Đào Gia Bảo (19) 31' · Nguyễn Đức Hữu (10) 64' · Võ Văn Tân (16) 68' | Chi tiết |              |

| U17 Khánh Hòa | 0–4      | U17 Hoàng Anh Gia Lai                                                         |
| ------------- | -------- | ----------------------------------------------------------------------------- |
|               | Chi tiết | Nguyễn Văn Văn (7) 33', 57' · Âu Dương Quân (4) 37' · Huỳnh Tiến Đạt (10) 70' |

### Bảng xếp hạng bảng C
| VT | Đội               | ST | T | H | B  | BT | BB | HS  | Đ  | Giành quyền tham dự hoặc xuống hạng |
| -- | ----------------- | -- | - | - | -- | -- | -- | --- | -- | ----------------------------------- |
| 1  | Hoàng Anh Gia Lai | 10 | 7 | 3 | 0  | 26 | 6  | +20 | 24 | Tham dự vòng chung kết              |
| 2  | Khánh Hòa         | 10 | 6 | 2 | 2  | 17 | 9  | +8  | 20 | Tham dự vòng chung kết              |
| 3  | Đắk Lắk           | 10 | 5 | 3 | 2  | 18 | 11 | +7  | 18 | Xét tuyển vào vòng chung kết        |
| 4  | Bình Định         | 10 | 3 | 2 | 5  | 18 | 16 | +2  | 11 |                                     |
| 5  | Đồng Nai          | 10 | 2 | 4 | 4  | 13 | 19 | −6  | 10 |                                     |
| 6  | Lâm Đồng          | 10 | 0 | 0 | 10 | 3  | 34 | −31 | 0  |                                     |

1. ↑  Xếp vào hạt giống của vòng chung kết
2. ↑  Xếp vào hạt giống thứ hai của vòng chung kết

## Bảng D

### Kết quả chi tiết

#### Vòng 1
| U17 Long An                                      | 2–1      | U17 Tiền Giang         |
| ------------------------------------------------ | -------- | ---------------------- |
| Nguyễn Minh Triết (7) 16' · Trần Bình An (2) 60' | Chi tiết | Nguyễn Duy Tâm (6) 47' |

| U17 Vĩnh Long                                     | 2–2      | U17 Cần Thơ                                         |
| ------------------------------------------------- | -------- | --------------------------------------------------- |
| Lưu Tư Nhân (11) 45+1' · Phạm Viết Thanh (16) 62' | Chi tiết | Nguyễn Văn Mạnh (10) 20' · Nguyễn Anh Phát (13) 32' |

| U17 PVF                   | 1–0      | U17 Đồng Tháp |
| ------------------------- | -------- | ------------- |
| Nguyễn Hoành Huy (17) 42' | Chi tiết |               |

#### Vòng 2
| U17 Tiền Giang                                      | 2–2      | U17 Vĩnh Long                                       |
| --------------------------------------------------- | -------- | --------------------------------------------------- |
| Nguyễn Minh Thuận (16) 14' · Nguyễn Duy Tâm (6) 44' | Chi tiết | Trần Phát Tài (8) 26' · Thạch Mai Quốc Đạt (19) 86' |

| U17 Cần Thơ | 0–9      | U17 PVF |
| ----------- | -------- | --- |
|             | Chi tiết | Đỗ Tấn Thành (19) 6', 10', 58', 69' · Nguyễn Thành Công (3) 15', 82' · Nguyễn Khắc Khiên (10) 17', 43' · Nguyễn Quang Huy (17) 79' |

| U17 Đồng Tháp       | 1–0      | U17 Long An |
| ------------------- | -------- | ----------- |
| Kha Tấn Tài (9) 23' | Chi tiết |             |

#### Vòng 3
| U17 Cần Thơ                | 1–1      | U17 Tiền Giang               |
| -------------------------- | -------- | ---------------------------- |
| Nguyễn Thành Long (17) 21' | Chi tiết | Bùi Đức Văn (7) 79' (ph.l.n) |

| U17 Vĩnh Long          | 1–1      | U17 Đồng Tháp          |
| ---------------------- | -------- | ---------------------- |
| Lê Quốc Nghĩa (14) 57' | Chi tiết | Nguyễn Anh Duy (8) 50' |

| U17 Long An | 0–0      | U17 PVF |
| ----------- | -------- | ------- |
|             | Chi tiết |         |

#### Vòng 4
| U17 Đồng Tháp                                                                                        | 5–1      | U17 Cần Thơ               |
| --- | -------- | ------------------------- |
| Nguyễn Anh Duy (8) 13' · Trần Quốc Huy (22) 62' · Huỳnh Chí Linh (17) 71' · Kha Tấn Tài (9) 78', 83' | Chi tiết | Huỳnh Trọng Hiếu (11) 88' |

| U17 Long An                                                     | 3–1      | U17 Vĩnh Long         |
| --------------------------------------------------------------- | -------- | --------------------- |
| Cù Nguyễn Khánh (8) 35', 42' · Nguyễn Thái Bảo (3) 65' (ph.l.n) | Chi tiết | Võ Phong Phú (10) 47' |

| U17 PVF | 9–0      | U17 Tiền Giang |
| --- | -------- | -------------- |
| Nguyễn Thành Công (3) 3', 35' · Nguyễn Khắc Khiêm (10) 10' · Đỗ Tấn Thành (19) 15', 19', 90+1' · Nguyễn Thành Duy (12) 27' · Lý Trung Hiếu (21) 34' · Nguyễn Hoàng Hùng (17) 80' | Chi tiết |                |

#### Vòng 5
| U17 Cần Thơ                                      | 2–0      | U17 Long An |
| ------------------------------------------------ | -------- | ----------- |
| Bùi Sỹ Hùng (4) 38' · Nguyễn Thành Long (17) 86' | Chi tiết |             |

| U17 Tiền Giang         | 1–2      | U17 Đồng Tháp                                |
| ---------------------- | -------- | -------------------------------------------- |
| Hồ Minh Nghĩa (20) 80' | Chi tiết | Kha Tấn Tài (9) 71' · Trần Quốc Huy (22) 90' |

| U17 PVF | 6–0      | U17 Vĩnh Long |
| --- | -------- | ------------- |
| Nguyễn Khắc Khiêm (10) 9' · Nguyễn Thành Công (3) 33' · Lê Văn Đô (11) 44', 56' · Đỗ Tấn Thành (19) 47' · Nguyễn Hữu Thắng (14) 77' | Chi tiết |               |

#### Vòng 6
| U17 Tiền Giang         | 1–2      | U17 Long An                                      |
| ---------------------- | -------- | ------------------------------------------------ |
| Nguyễn Duy Tân (6) 38' | Chi tiết | Nguyễn Hữu Nam (12) 78' · Phạm Xuân Tiến (6) 82' |

| U17 Cần Thơ | 0–3      | U17 Vĩnh Long                                               |
| ----------- | -------- | ----------------------------------------------------------- |
|             | Chi tiết | Thạch Mai Quốc Đạt (19) 37', 88' · Phạm Việt Thành (16) 71' |

| U17 Đồng Tháp | 0–4      | U17 PVF                                                                                   |
| ------------- | -------- | ----------------------------------------------------------------------------------------- |
|               | Chi tiết | Đỗ Tấn Thành (19) 31' · Võ Minh Trọng (20) 44' (ph.l.n) · Nguyễn Khắc Khiêm (10) 50', 89' |

#### Vòng 7
| U17 Vĩnh Long                                                                                                 | 5–1      | U17 Tiền Giang         |
| --- | -------- | ---------------------- |
| Trần Phát Tài (8) 45' · Thạch Mai Quốc Đại (19) 67' · Nguyễn Thái Bảo (3) 72' · Lê Quốc Nghĩa (14) 83', 90+1' | Chi tiết | Ngô Quốc Thiện (9) 71' |

| U17 PVF | 9–0      | U17 Cần Thơ |
| --- | -------- | ----------- |
| Huỳnh Công Đến (8) 4', 26' · Nguyễn Hoàng Huy (17) 19', 39' · Nguyễn Khắc Khiêm (10) 44', 45', 58', 90+1' · Lưu Quang Phú (9) 71' | Chi tiết |             |

| U17 Long An             | 1–2      | U17 Đồng Tháp                                 |
| ----------------------- | -------- | --------------------------------------------- |
| Cù Nguyễn Khánh (8) 78' | Chi tiết | Bùi Duy Nam (15) 44' · Trương Văn Vũ (24) 68' |

#### Vòng 8
| U17 Tiền Giang                                   | 2–2      | U17 Cần Thơ                                           |
| ------------------------------------------------ | -------- | ----------------------------------------------------- |
| Ngô Quốc Thiện (9) 58' · Nguyễn Hữu Quý (11) 69' | Chi tiết | Nguyễn Văn Mạnh (10) 45+1' · Nguyễn Anh Phát (23) 87' |

| U17 Đồng Tháp                                       | 2–2      | U17 Vĩnh Long                    |
| --------------------------------------------------- | -------- | -------------------------------- |
| Nguyễn Cao Đăng Khoa (18) 21' · Kha Tấn Tài (9) 47' | Chi tiết | Thạch Mai Quốc Đạt (19) 75', 90' |

| U17 PVF                                                 | 2–0      | U17 Long An |
| ------------------------------------------------------- | -------- | ----------- |
| Nguyễn Lý Nam Giang (5) 58' · Nguyễn Trọng Long (7) 62' | Chi tiết |             |

#### Vòng 9
| U17 Cần Thơ         | 1–4      | U17 Đồng Tháp                                                                                  |
| ------------------- | -------- | ---------------------------------------------------------------------------------------------- |
| Bùi Đức Văn (7) 80' | Chi tiết | Kha Tấn Tài (9) 27' · Nguyễn Anh Duy (8) 36' · Trương Văn Dư (24) 60' · Trần Quốc Huy (22) 67' |

| U17 Vĩnh Long | 0–2      | U17 Long An                  |
| ------------- | -------- | ---------------------------- |
|               | Chi tiết | Cù Nguyễn Khánh (8) 56', 81' |

| U17 Tiền Giang             | 1–9      | U17 PVF |
| -------------------------- | -------- | --- |
| Nguyễn Minh Thuận (16) 88' | Chi tiết | Huỳnh Công Đến (8) 6', 77' · Nguyễn Huỳnh Sang (4) 21' · Huỳnh Trần Minh Tâm (3) 33' (ph.l.n) · Nguyễn Hoàng Huy (17) 34', 60' · Nguyễn Thành Công (3) 45+1' · Nguyễn Long (7) 54' · Lê Văn Đô (11) 68' |

#### Vòng 10
| U17 Long An               | 1–3      | U17 Cần Thơ                                                             |
| ------------------------- | -------- | ----------------------------------------------------------------------- |
| Cù Nguyễn Khánh (8) 90+3' | Chi tiết | Lại Thành Phong (12) 6' · Nguyễn Văn Mạnh (10) 26' · Lê Văn Phi (9) 52' |

| U17 Đồng Tháp                                                                                     | 5–2      | U17 Tiền Giang                                  |
| ------------------------------------------------------------------------------------------------- | -------- | ----------------------------------------------- |
| Trần Quốc Huy (22) 33' · Trương Văn Dư (24) 47', 69' · Bùi Duy Nam (15) 83' · Kha Tấn Tài (9) 88' | Chi tiết | Nguyễn Duy Tâm (6) 38' · Ngô Quốc Thiện (9) 50' |

| U17 Vĩnh Long | 0–6      | U17 PVF                                          |
| ------------- | -------- | ------------------------------------------------ |
|               | Chi tiết | Đỗ Tấn Thành (19) 16', 20', 71', 78', 90', 90+2' |

### Bảng xếp hạng bảng D
| VT | Đội        | ST | T | H | B | BT | BB | HS  | Đ  | Giành quyền tham dự hoặc xuống hạng |
| -- | ---------- | -- | - | - | - | -- | -- | --- | -- | ----------------------------------- |
| 1  | PVF        | 10 | 9 | 1 | 0 | 55 | 1  | +54 | 28 | Tham dự vòng chung kết              |
| 2  | Đồng Tháp  | 10 | 6 | 2 | 2 | 22 | 14 | +8  | 20 | Tham dự vòng chung kết              |
| 3  | Long An    | 10 | 4 | 1 | 5 | 11 | 13 | −2  | 13 | Xét tuyển vào vòng chung kết        |
| 4  | Vĩnh Long  | 10 | 2 | 4 | 4 | 16 | 25 | −9  | 10 |                                     |
| 5  | Cần Thơ    | 10 | 2 | 3 | 5 | 12 | 36 | −24 | 9  |                                     |
| 6  | Tiền Giang | 10 | 0 | 3 | 7 | 12 | 39 | −27 | 3  |                                     |

1. ↑  Xếp vào hạt giống của vòng chung kết
2. ↑  Xếp vào hạt giống thứ hai của vòng chung kết

## Tổng kết mùa giải
11 đội vượt qua Vòng loại, gồm:
+Bảng A: Viettel, Hà Nội, Công An Nhân Dân
+Bảng B: FLC Thanh Hóa, Hà Tĩnh, SHB Đà Nẵng
+Bảng C: Hoàng Anh Gia Lai, Sanatech Khánh Hòa, Đắk Lắk
+Bảng D: PVF, Đồng Tháp.

### Bảng xếp hạng các đội xếp thứ ba
| STT | Đội bóng             | Tr | T | H | B | Bt | Bb | Hs | Điểm | Kết quả                           |
| --- | -------------------- | -- | - | - | - | -- | -- | -- | ---- | --------------------------------- |
| 1   | U17 SHB Đà Nẵng      | 8  | 3 | 4 | 1 | 11 | 4  | +7 | 13   | Vị trí giành vé dự vòng chung kết |
| 2   | U17 Đắk Lắk          | 8  | 3 | 3 | 2 | 12 | 11 | +1 | 12   | Vị trí giành vé dự vòng chung kết |
| 3   | U17 Công An Nhân Dân | 8  | 4 | 0 | 4 | 12 | 21 | -9 | 12   | Vị trí giành vé dự vòng chung kết |
| 4   | U17 Long An          | 8  | 2 | 1 | 5 | 7  | 10 | -3 | 7    |                                   |

### Ghi bàn hàng đầu
| Vị trí | Cầu thủ           | Câu lạc bộ            | Số bàn thắng |
| ------ | ----------------- | --------------------- | ------------ |
| 1      | Đỗ Tấn Thành      | U17 PVF               | 15           |
| 2      | Nguyễn Khắc Khiêm | U17 PVF               | 10           |
| 3      | Kha Tấn Tài       | U17 Đồng Tháp         | 8            |
| 4      | Trần Danh Trung   | U17 Viettel           | 7            |
| 4      | Nguyễn Duy Khiêm  | U17 Hà Nội            | 7            |
| 5      | Mạch Ngọc Hà      | U17 Hà Nội            | 6            |
| 5      | Trần Bảo Toàn     | U17 Hoàng Anh Gia Lai | 6            |
| 5      | Nguyễn Thành Công | U17 PVF               | 6            |